# Водяной знак

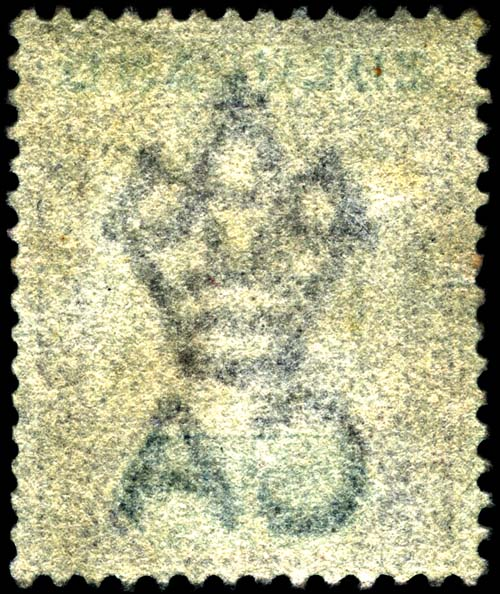
Водяной знак «Корона и CA» («Crown & CA», от «Crown Agents» — «Агенты короны»), типичный для почтовых марок британских колоний в 1880-х — 1920-х годах

Водяно́й знак (также филигра́нь) — видимое изображение или рисунок на бумаге, который выглядит светлее или темнее при просмотре на просвет.
Водяной знак получают вдавливанием металлического сетчатого валика или эгутёра (дендироли, ровнителя) в бумагу в процессе её изготовления или на специальных формовочных рельефных сетках, иногда с использованием филиграней. Рисунок водяного знака — линии разной формы, буквы или монограммы, фигурные изображения. Водяной знак считается традиционным способом защиты ценных бумаг и документов от их подделки. Его получают вследствие истончения бумажной массы там, где она соприкасается с выступающими проволочками возле дна бумажной формы.

## История
Впервые водяные знаки появились в Болонье (Италия) в 1282 или 1283 году, но А. И. Мочалов называл 1275 год годом, когда в Италии началось производство бумаги с водяными знаками. Водяные знаки создавались при помощи проволочных изображений знака. Найдены водяные знаки на бумаге итальянской бумажной мельницы, которая находится в городке Фабриано.
Производители бумаги применяли их тогда и позже для идентификации своей продукции, а также на почтовых марках, банкнотах и других государственных документах для защиты от подделки.
Основополагающую работу о водяных знаках на почтовых марках написал в 1866 году французский филателист Жак Амабль Легран.
Использование бумаги с разными водяными знаками имело в быту свой определённый смысл. Для любовных писем можно было использовать бумагу с филигранью розовый куст. Для писем морякам часто использовали бумагу с филигранью якорь или кораблик.
Филиграни — водяные знаки на бумаге, существуют в большом количестве, их может насчитываться несколько десятков тысяч. Такое большое количество объясняется быстрым снашиванием проволочной сетки, рисунка и необходимостью их замены. Некоторые филиграни, созданные в одних странах, постепенно начинали пользоваться популярностью в других. В первой четверти XIV века в Италии появилась филигрань кувшин. Начиная со второй половины XV века она стала активно применяться французскими фабрикантами. Сохранились данные про её использование ими в XVII веке.
На немецкой бумаге в XV-XVI веках были популярными такие филиграни: вепрь, орел, голова быка с украшениями. На итальянской бумаге в XIV—XV веках часто использовалась филигрань, которая представляла собой два круга, которые пересекала линия с крестом наверху. Также использовались корабль, секира, кувшин. На французской бумаге в XV—XVI веках водяные знаки были в форме собак, пингвинов, использовались гербы владельцев мануфактур.

## Методика производства
Эгутёр (дендироль или ровнитель) — лёгкий валик, покрытый материалом, похожим на оконную сетку, на которой нанесён рельефный рисунок.
Слабые линии дают вплетённые проволочки, которые идут параллельно оси эгутёра (дендироля), а толстые линии создаются цепными проволочками, проходящими по окружности для крепления вплетенных проволочек к эгутёру снаружи. Поскольку цепные проволочки размещены с наружной стороны вплетённых проволочек, они сильнее вдавливаются в отливаемую бумажную массу, в силу чего их оттиск получается более толстым по сравнению с линиями, оставляемыми вплетёнными проволочками.
Такое рельефное тиснение переносится на отливаемую бумажную массу, сжимая и уменьшая её толщину на данном участке. Поскольку эта часть листа с рисунком становится тоньше, она пропускает больше света и поэтому кажется светлее окружающей бумаги. Если эти линии отчётливы и параллельны, и (или) при наличии водяного знака, то такая бумага называется бумагой верже.
Если водяной знак на бумаге сделан проволочной сеткой в виде вертикальной линии, он называется пантюзо (понтюзо).
Если линии выглядят как сетка или малоразличимы, и (или) при отсутствии водяного знака, то она называется веленевой бумагой. Данный метод называется методом филиграни.
Термин филигрань произошло от двух латинских слов: «filum», что в переводе означает нитка, и «granum» — зерно. Этот метод был необходим как тем, кто производил бумагу, так и тем, кто её потреблял. При помощи этого метода фабриканты могли отличать продукцию, которая была изготовлена их компанией, от продукции конкурирующих предприятий. Благодаря некоторым особенностям филиграни, сами фабриканты могли определить, кто из мастеров изготавливал бумагу и был ответственен за её качество. Также филиграни выполняли своеобразную функцию информирования потребителей о качестве и формате бумаги. Бумага выпускалась большого, малого и среднего размера. Были случаи, когда бумага определённого формата выпускалась с определённой филигранью, которая была свойственна одному определённому формату. На бумаге высшего сорта могла быть более сложная филигрань, чем по сравнению с бумагой низшего сорта. Оба сорта бумаги производились на одной и той же фабрике.
Другой метод производства водяного знака называется методом тиснения сетки. Тиснённый водяной знак, впервые использованный в 1848 году, даёт глубину тонов и изображение в оттенках серого. Вместо применения проволочной сетки, покрывающей эгутер, такой водяной знак создаётся рельефными участками на собственной поверхности эгутера.
Водяной знак очень полезен при исследовании бумаги, поскольку его можно применять для датировки, установления размеров, товарных знаков и места нахождения производителя бумаги, а также её качества.
Заметность водяных знаков значительно варьируется: некоторые легко заметить невооружённым глазом, чтобы обнаружить другие — нужно определённое исследование. Можно положить марку рисунком вниз в ванночку с чёрным дном и нанести несколько капель очищенного бензина. Также разработаны разные средства для обнаружения водяных знаков, например, жидкость для водяных знаков, которая смачивает бумагу, не повреждая её.

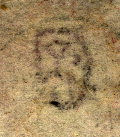
Водяной знак «голова слона» на ранних марках Индии

Включение идентификационного кода в цифровой музыкальный, видеофайл, изображение или иной файл называется цифровым водяным знаком.

## Водяные знаки на почтовых марках
В филателии водяной знак является ключевым элементом марки и часто является характеристикой, отличающей простую марку от раритета. «Классическим» водяным знаком на марках является маленькая корона, звезда, полумесяц, лебедь, бычья голова или другой национальный символ, которые ставились либо однократно на каждой марке (простые водяные знаки), либо сделаны сплошным рисунком по всему листу марок (многократные водяные знаки). Водяные знаки применялись практически повсеместно на марках XIX века и начала XX века, но вышли из употребления и на современных марках встречаются нечасто.
Некоторые типы тиснения, например «крест в овале» на ранних марках Швейцарии, напоминают водяной знак, поскольку бумага в этих местах тоньше, но легко различаются по наличию более острых кромок по сравнению с обычным водяным знаком.
Многие страны продолжают наносить водяные знаки на свои марки в силу традиции, хотя необходимости в этом нет по причине современной высокой технологии изготовления марок.

### Российская империя

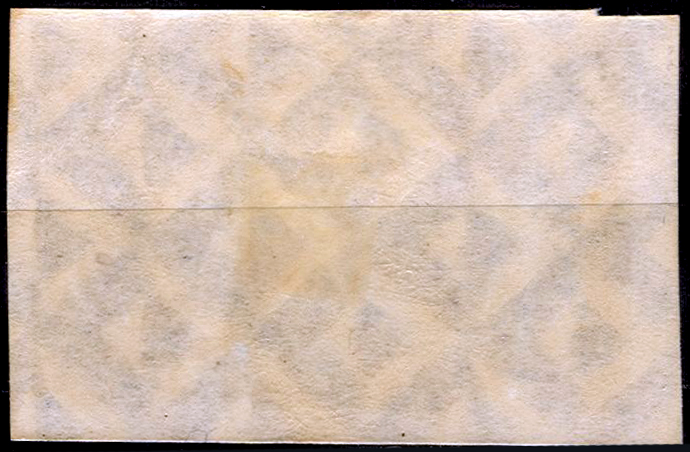
Водяной знак «теневые квадраты» («горизонтальные ромбы», тип II) на марке «Освобождённый пролетарий»

- «Двойка»: встречается на марках выпуска 1858 года.
- Многократные водяные знаки нанесены на марках 1866 года: горизонтальные и вертикальные линии с проходящими через весь лист буквами «Э. З. Г. Б.» («Экспедиция заготовления государственных бумаг»).
- «Ковёр»: «романовская» серия 1913 года (коллекция «Гознака»).

### Союз ССР
- «Теневые квадраты»: Этот водяной знак был сделан на марке «Освобождённый пролетарий» 1921 года (ЦФА [АО «Марка»] № 7) и на некоторых высоких номиналах выпуска 1928—1929 годов, отпечатанных металлографией.
- «Ромбы»: на некоторых марках 1922 года (ЦФА [АО «Марка»] № 38, 39А, 41), которые были изготовлены на бумаге, предназначенной для сберегательных марок Российской империи.
- «Квадраты и углы»: на марках авиапочты 1930 года «Прилёт дирижабля „ЛЦ-127“ в Москву» (ЦФА [АО «Марка»] № 358—361).
- «Ковёр»: почти на всех выпусках с 1925 по 1935 год.
- «Серп и молот»: на марке 1950 года номиналом в 40 копеек (ЦФА [АО «Марка»] № 1525) из серии «День Победы над фашистской Германией».
- «Углы»: на марке 1960 года номиналом в 40 копеек (ЦФА [АО «Марка»] № 2498) из серии «Флора СССР».

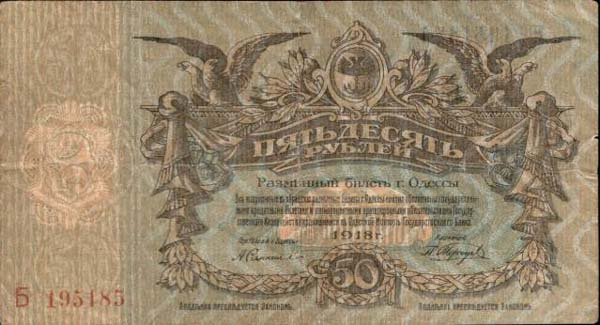
Чёткие водяные знаки на 50 одесских рублях (1918)

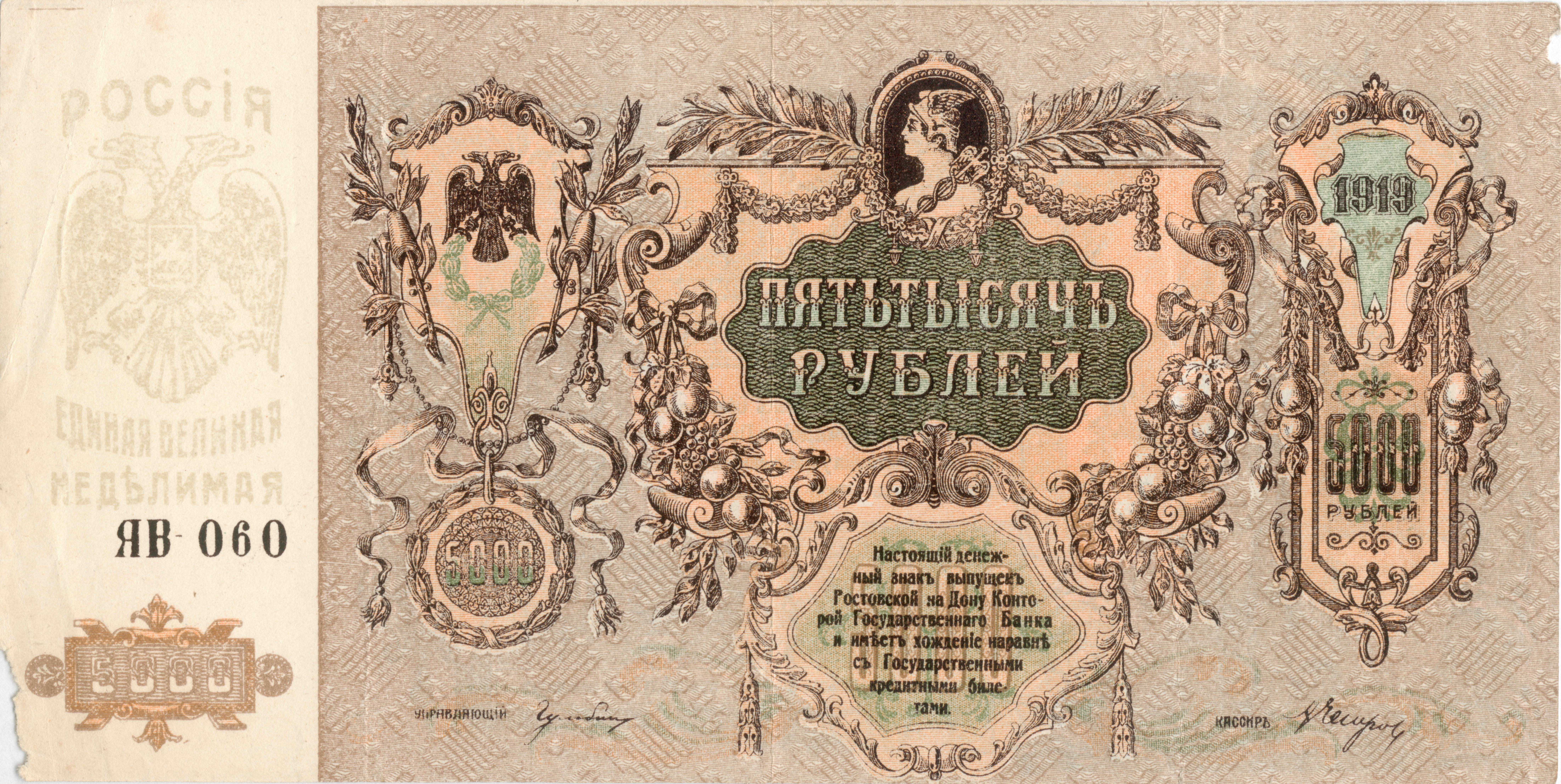
5000 донских рублей (1919). Водяной знак слева: «Россия единая великая неделимая»

## Водяные знаки на банкнотах

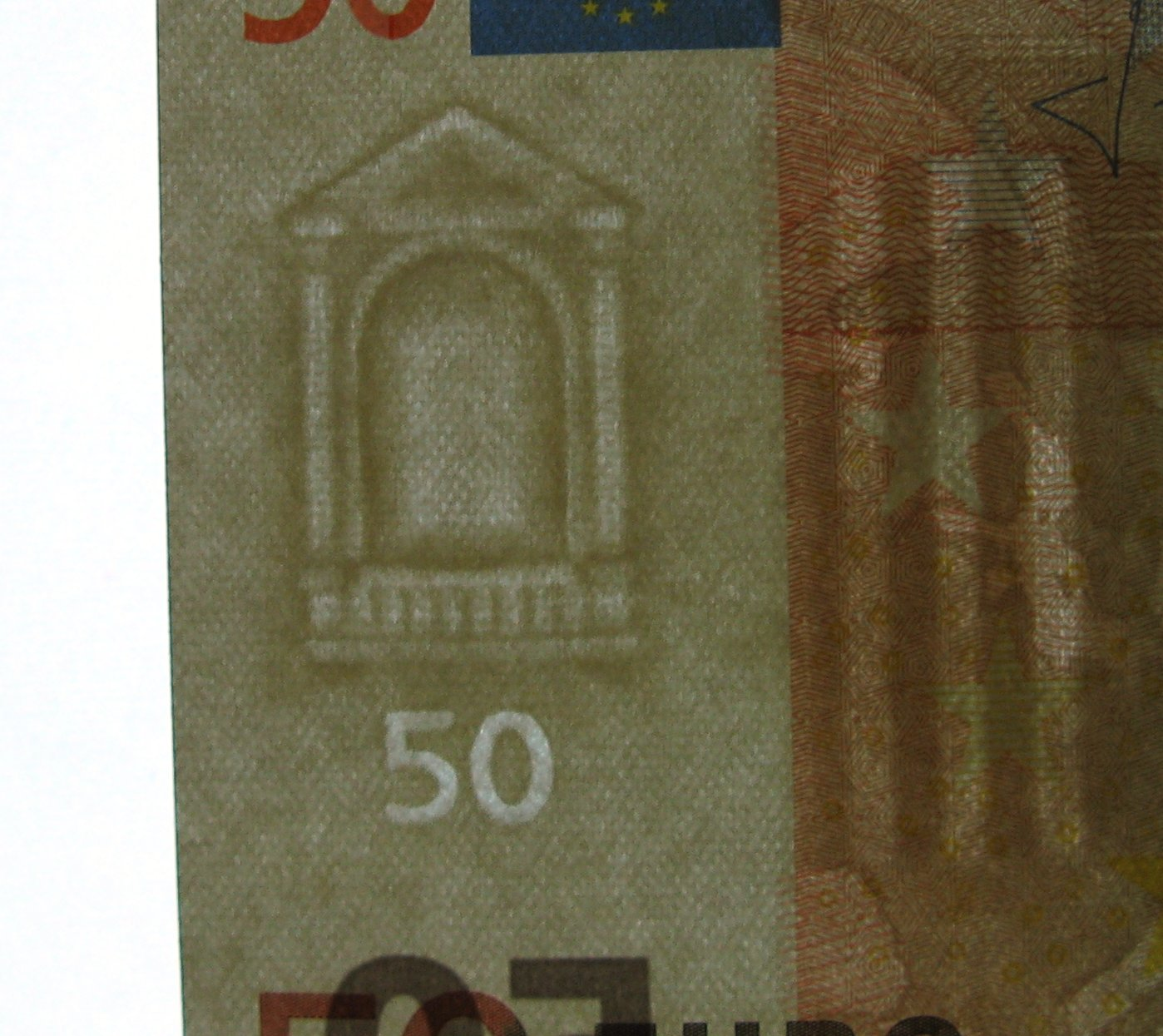
Сочетание многотонового водяного знака и филиграни («50») на банкноте номиналом в 50 евро

В зависимости от места нанесения водяной знак на банкнотах может быть:
- общим и занимать всё поле банкноты;
- полосовым, то есть представлять собой полосу с многократно повторяющимся изображением;
- локальным и располагаться в определённом участке денежного знака.

По характеру изображения относительно общего фона их делят на:
- однотоновые — светлее или темнее;
- двухтоновые — с участками обоих типов, как светлее, так и темнее общего фона;
- многотоновые — незаметный переход от участков темнее, к участкам светлее общего фона, что создаёт «полутоновый» рисунок.

Выделяют также такие разновидности водяных знаков как филигрань, однотоновый типа Cornerstone®/Edgestone®, пиксельные, а также соединённые с QR-кодом, либо в виде штрихкода, а также комбинированные.
Водяной знак «филигрань» — светлый, получается при создании бумаги на сетке с впаянным шаблоном. Чаще всего его используют для обозначения номинала в сочетании со стандартным многотоновым.
Водяные знаки типа Cornerstone®/Edgestone® представляют собой параллельные полосы по углам, либо широкой части купюры. Они предназначены не только для повышения защиты от фальшивомонетничества, но и увеличивают износоустойчивость благодаря укреплению края или угла банкноты, что повышает продолжительность её нахождения в обороте.
Водяной знак в виде штрихкода, либо объединённый с QR-кодом, позволяет не только защитить банкноту, но и закодировать информацию, использовать для считывания на скоростных счётно-сортировальных машинах. Пиксельный водяной знак (Pixel Watermark™) образован точками на светлом фоне и даёт возможность получить 3D-эффект.
Имитация распространённого средства защиты при попытке создания фальшивой банкноты может быть выполнена несколькими методами. При нанесении повторяющего водяной знак рисунка белыми красками на одной стороне, он практически не виден в проходящем свете, а при рассматривании под углом определяется глянец от красочной плёнки. Также под ультрафиолетовыми лучами нанесённый таким образом знак становится тёмным. Если фальшивка склеена из двух частей, то надпечатка на внутренней стороне одной из них позволяет создать невидимое в ультрафиолетовых лучах изображение. Такой знак будет выглядеть плоским и не передавать полутонов. Надпечатка с использованием растровой графики позволяет создать полутоновое изображение. Затенение краской внутренней стороны поддельной банкноты, за исключением места, где должен находиться водяной знак, даёт возможность создать видимую в ультрафиолетовых лучах имитацию. В данном случае он выглядит более светлым по сравнению с общим тоном банкноты.
Пропитка масляными красками позволяет получить прозрачные при просвечивании участки. При скользящем свете такие изображения выглядят тёмным масляным пятном. Эти имитации не видны в ультрафиолетовом свете. При тиснении, за счёт приложенного давления, получают светлое изображение, которое имитирует водяной знак. Его границы резкие, при рассматривании видны вдавленные и выпуклые деформации бумаги. При гравировке снимается небольшой слой бумаги, благодаря чему формируется участок, имитирующий водяной знак. При многократном увеличении на этих местах видны механически повреждённые бумажные волокна. В некоторых случаях фальшивомонетчики могут использовать бумагу с водяными знаками, предназначенную для официальных бланков, либо сувенирного предназначения.